# Crazy Horse (kabaret)
Crazy Horse (původním názvem Crazy Horse Saloon) je kabaret v Paříži. Nachází se na adrese 12, Avenue George-V v 8. obvodu.

## Historie
Francouzský podnikatel Alain Bernardin (1916–1994) otevřel 19. května 1951 v Paříži podnik Crazy Horse Saloon. Jeho název je odvozen od jména náčelníka Siouxů Splašeného koně a také výzdoba podniku byla inspirována westernem. Kabaret byl umístěn v přízemí a bývalých sklepech. Program představuje tradiční kabaretní vystoupení (začínal zde Charles Aznavour) v kombinaci s účinkujícími jako jsou kouzelníci, břichomluvci apod.
Po zakladatelově smrti roku 1994 podnik zdědily jeho tři děti Didier, Sophie a Pascal. Ty jej vedly až do března 2006, kdy podnik koupila společnost vedená belgickým podnikatelem Andrée Deissenbergem. Za jeho vedení zde vystupovaly např. Dita Von Teese (2006, 2008, 2016), Arielle Dombasle (2007), Pamela Anderson (2008), Clotilde Courau (2010), Noémie Lenoirová (2013) nebo Conchita Wurst (2014).

## Kabaret v popkultuře
Kabaret se objevil ve filmech Crazy Horse de Paris z roku 1977 a Strážní andělé z roku 1995. Zmiňován je též v písni Girls, Girls, Girls americké hudební skupiny Mötley Crüe.